# ارشيمن (المهرة)

تعديل مصدري - تعديل

ارشيمن هي إحدى قرى عزلة قشن بمديرية قشن التابعة لمحافظة المهرة، بلغ تعداد سكانها 112 نسمة حسب تعداد اليمن لعام 2004.